# Pałanka (rejon tulczyński)
Pałanka (ukr. Паланка) – wieś na Ukrainie, w obwodzie winnickim, w rejonie tulczyńskim.
W czasach Rzeczypospolitej wieś leżała w województwie bracławskim. Odpadła od Polski w wyniku II rozbioru.